# Joe Pingue
Joe Pingue, né à Niagara Falls (Ontario) en 1972, est un acteur canadien.
Il a également réalisé et produit plusieurs courts métrages.

## Filmographie partielle

### Comme acteur

#### Cinéma
- 1996 : Maximum Risk : Bohemia Doormen
- 1997 : Men with Guns : Bouncer
- 1999 : Les Aiguilleurs (Pushing Tin) : Mark
- 1999 : The Boondock Saints : Geno
- 2000 : Bait : Cop
- 2001 : Harvard Story (Harvard Man) : Joe
- 2001 : A Man's Life : Hank Mott
- 2001 : Knockaround Guys : Klanderud
- 2003 : Owning Mahowny : Plain Clothes Cop
- 2003 : Thoughtcrimes : Costas
- 2004 : Highwaymen : Long Hair Mechanic
- 2004 : Direct Action : US Attourney
- 2004 : Zeyda and the Hitman : Petey
- 2005 : Leo : Leo
- 2005 : Leo Volume 2 : Leo
- 2005 : Mee-Shee: The Water Giant : Jim Neilds
- 2006 : Homie Spumoni : Paulie
- 2006 : Citizen Duane : Vince Vaserelli
- 2006 : A Lobster Tale : Bubba Jenkins
- 2007 : A Cure for Terminal Loneliness : Joseph Strobe
- 2007 : The Answer Key : Joesph Strobe
- 2008 : Jack and Jill vs. the World : le directeur du casting
- 2008 : Blindness : Taxi Driver
- 2008 : Sir Francis Drake: The Queen's Pirate : Giovanni Battista Boazio
- 2009 : Suck : Bouncer
- 2010 : Le Livre d'Eli (The Book of Eli) : Hoyt
- 2010 : Repo Men : Ray
- 2010 : Casino Jack : Little Tony
- 2010 : Devil : Business Bureau Clerk
- 2011 : Drive : Assistant Director #1
- 2011 : Dream House : Martin
- 2012 : Bloodwork : Aaron
- 2012 : Antiviral : Arvid
- 2012 : Still Mine : Food Terminal Employee
- 2012 : Two Hands to Mouth : Frank
- 2013 : Pacific Rim : le capitaine Merrit
- 2013 : The Art of the Steal : Carmen
- 2013 : Parking Plot
- 2014 : Opération Casse-noisette (The Nut Job) : Johnny (voix)
- 2014 : Pompéi (Pompeii) : Graecus
- 2014 : Maps to the Stars : Arnold
- 2015 : Room : l’officier Grabowski (en post-production)
- 2015 : God and Country : Mr Breeder (en post-production)
- 2016 : Opération Casse-noisette 2 (The Nut Job 2) : Johnny (voix) (en production)
- 2016 : Miss Sloane : Little Sam
- 2021 : See for Me de Randall Okita : Dave

#### Télévision
- 2003 : La Prison de glace
- 2003 : La Voix des crimes
- 2006 : Tragique Obsession
- 2014 : Sprout a craqué son slip
- 2017 : Godless

### Comme scénariste et réalisateur
- 2003 : The Fur Store
- 2009 : Chili and Cheese: A Condimental Rift